# Perisher Ski Resort
Perisher Ski Resort (fram till 2009 Perisher Blue) är den största skidorten på södra halvklotet och ligger i Snowy Mountains i Australien. Orten består av fyra samhällen (Perisher Valley, Smiggin Holes, Guthega och Blue Cow) och deras gemensamma skidområde som täcker omkring 12 km² på en höjd mellan 1 640 och 2 054 meter (Mount Perishers topp). Området täcks av 271 snökanoner, det finns 47 liftar. Av  backarna är 22% för nybörjare, 60% medelsvåra och 18% svåra. Den längsta backen är 3 km. Det finns även över 100 km spår för längdskidåkning.